# 华南大桥
华南大桥位于中华人民共和国廣東省广州市，是跨越珠江的一条大型桥梁，两端连接华南快速干线。
大桥北端位于天河区猎德村，桥南端位于海珠区赤岗磨碟沙的海军码头。大桥总长1610米，主桥长410米，桥宽36米，双向八车道，两侧各有2.25米宽的人行道，是目前广州珠江前航道上桥面最宽的桥梁。大桥采用三跨预应力连续刚结构，中跨190米，两边跨各113米，桥下通航净高20米，净宽120米。南引桥长400米，北引桥长700米。 1996年12月动工，1998年11月建成通车，总投资21.50亿元。